# Dietrich Bonhoeffer

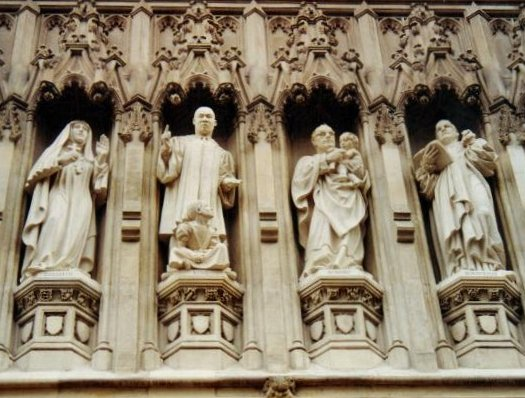
Sochy představující galerii mučedníků 20. století ve Westminsterském opatství. Zleva: svatá Alžběta Ruská, Martin Luther King, svatý Óscar Romero, a Dietrich Bonhoeffer.

Dietrich Bonhoeffer (4. února 1906 Vratislav – 9. dubna 1945 koncentrační tábor Flossenbürg) byl německý evangelický teolog, etik, filosof a bojovník proti nacismu.
Studoval v Tübingenu a v Berlíně a již ve svých 24 letech dosáhl habilitace. Po zahraničním pobytu vyučoval evangelickou teologii v Berlíně a stal se referentem mládeže v přípravné organizaci dnešní Ekumenické rady církví. Od dubna 1933 zaujímal otevřeně odmítavé stanovisko proti nacistickému pronásledování Židů a v rámci tzv. Kirchenkampfu (zápasu mezi německými evangelíky v období nacismu) vystupoval proti hnutí Německých křesťanů (Deutsche Christen) a rasovým zákonům. Od roku 1935 vedl kazatelský seminář Vyznávající církve ve Finkenwalde, který působil v ilegalitě až do roku 1940. Asi roku 1938 se přidal k odbojové skupině kolem Wilhelma Franze Canarise. V roce 1940 mu byly zakázány veřejné mluvené projevy, o rok později i psané. Dne 5. dubna 1943 byl zatčen a o dva roky později na výslovný rozkaz Adolfa Hitlera popraven jako jeden z posledních odpůrců nacismu, kteří byli spojováni s neúspěšným atentátem z 20. července 1944.
Jako svébytný teolog zdůrazňoval přítomnost Ježíše Krista ve společenství křesťanů po celém světě. Kladl důraz na kázání na hoře, následování Ježíše, soulad víry a jednání, v čemž šel sám příkladem, obzvláště v době nacismu. Ve svých dopisech z vězení rozvíjel vlivné, i když kusé myšlenky ohledně budoucího směřování církve k solidaritě s potřebnými a k nenáboženské interpretaci Bible, církevní tradice i bohoslužby.

## Život

### Dětství a mládí (1906–1923)
Dietrich Bonhoeffer se narodil 4. února 1906 ve slezské Vratislavi (německy Breslau) jako šesté z osmi dětí. Byl z dvojčat, narodil se krátce před svou sestrou Sabinou. Jeho otec Karl Bonhoeffer byl psychiatr a neurolog. Jeho matka Paula Bonhoefferová, rozená von Hase, povoláním učitelka, byla vnučkou evangelického teologa Karla von Hase a malíře Stanislava von Kalckreuth. Její bratranci Arvid Harnack a Falk Harnack byli oba činní v protinacistickém odboji. Bonhoeffer vyrůstal v bohaté měšťanské rodině. Matka vyučovala své děti prvních několik let doma a starala se o jejich křesťanskou výchovu. Otec se ale náboženským otázkám vyhýbal. Rodina navštěvovala bohoslužby jen vzácně.
V roce 1912 se rodina přestěhovala do Berlína, protože Dietrichův otec Karl Bonhoeffer byl zaměstnán na berlínské Univerzitě Fridricha Viléma. Podle líčení sestry Sabiny se Dietrich Bonhoeffer začal ke konci první světové války zabývat otázkami smrti a věčnosti, které se vynořovaly v souvislosti s úmrtím jeho staršího bratra Waltera ve válce v dubnu 1918 a hlubokým zármutkem jeho matky.
Jako školák četl Bonhoeffer Schleiermacherovy Řeči o náboženství, Naumannovy Listy o náboženství a zajímal se o církevní dějiny. V primě si jako volitelný předmět zvolil hebrejštinu a uvedl evangelickou teologii jako vysněné povolání. Pro rodinu to bylo sice překvapení, ale v jeho úmyslu ho podporovala. V roce 1923 odmaturoval na berlínském gymnáziu Grunewald (dnešní Walther-Rathenau-Schule), bylo mu 17 let.

### Studium (1923–1930)
Bonhoeffer začal studovat teologii v Tübingenu a vedle toho navštěvoval i přednášky z filozofie. Zapojil se též do tamního studentského spolku Igel.
Po studijním pobytu v Římě, přešel Bonhoeffer roku 1924 do Berlína, kde se setkal s významnými zástupci liberální teologie, z nichž ho nezanedbatelně ovlivnil například Adolf von Harnack. Do této doby také spadá jeho seznámení s dialektickou teologií a zejména s jejím hlavním představitelem Karlem Barthem. Od té doby zůstal Bonhoeffer s Barthem a jeho teologií pevně spojen, i když si udržoval určitý kritický odstup. V Berlíně promoval v roce 1927 s vyznamenáním, bylo mu 21 let. Jeho disertační práce, vedená Reinholdem Seebergem, nesla název „Sanctorum Communio“ („Společenství svatých“). Tato teologicko-sociologická reflexe je kromě Bartha ovlivněna Georgem Wilhelmem Friedrichem Hegelem, Maxem Weberem a Ernstem Troeltschem. V lednu 1928 Bonhoeffer složil před evangelickou konsistoří berlínsko-braniborské provinční církve staropruské unie první teologickou zkoušku.
V roce 1928 se stal vikářem v německém evangelickém sboru v Barceloně, roku 1929 se stal odborným asistentem na Univerzitě Fridricha Viléma v Berlíně, kde byl ve věku 24 let habilitován v systematické teologii se spisem „Akt und Sein“ („Čin a bytí“), pojednávajícím o transcendentální filozofii a ontologii. V roce 1930 složil druhou teologickou zkoušku, ale ještě nedosáhl minimálního předepsaného věku 25 let, aby mohl být ordinován.
Na rok odešel jako stipendista na Union Theological Seminary v New Yorku, kde se seznámil s praktickou pastorální prací ve sborech čtvrti Harlem a kde zažil důsledky světové hospodářské krize, která postihla obzvláště Afroameričany a farmáře. Přestože byl k americké teologii skeptický, ovlivnilo ho hnutí Social Gospel. Podnícen kritickými otázkami Američanů stejně jako striktním pacifismem svého francouzského spolužáka Jeana Lasserra, se začal, do té doby k politickým otázkám zdrženlivý Bonhoeffer, zaobírat tématem míru.

### Učitel, farář a ekumena (1931–1933)

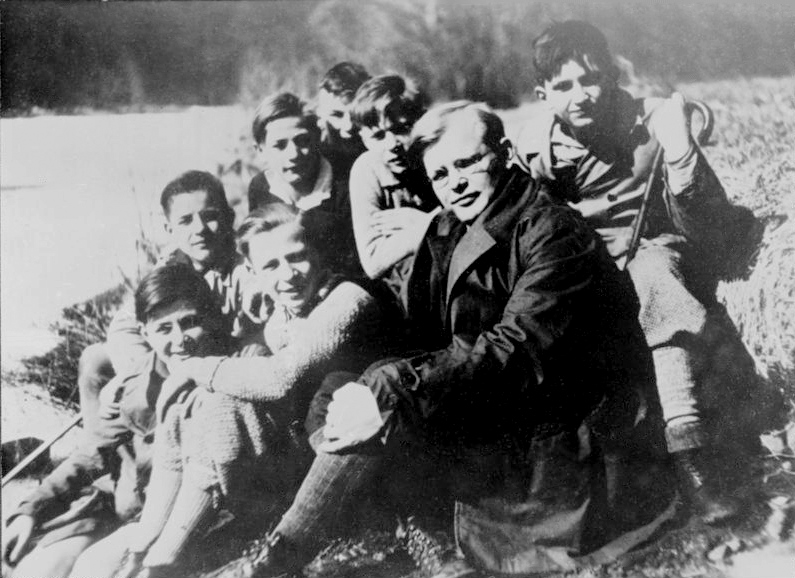
Dietrich Bonhoeffer se svými žáky (1932)

Po svém návratu vyučoval Bonhoeffer na berlínské univerzitě jako asistent teologa Wilhelma Lütgerta. Poprvé přednášel v zimním semestru 1931/1932 dějiny systematické teologie 20. století a zároveň vedl seminář s názvem „Idea filozofie a protestantská teologie“. V roce 1932 pokračoval přednáškou na téma „podstata církve“, v níž se vymezoval vůči Harnackově „Podstatě křesťanství“. Roku 1933 přednášel christologii.

### Kirchenkampf (1933–1937) – boj uvnitř německé církve

#### Rok 1933
Oproti euforii, jež se rozšířila mezi protestanty, vnímala Bonhoefferova rodina převzetí moci nacisty 30. ledna 1933 velmi kriticky. Bonhoefferův švagr Rüdiger Schleicher toho večera prohlásil: „To znamená válku!“
Dne 1. února 1933 měl Bonhoeffer v rádiu přednášku s názvem „Proměny pojmu vůdce“. V ní požadoval omezení totální moci říšského kancléře v zájmu právního státu a blaha občanů:
| „ | Vůdce bude muset být zodpovědný a uvědomit si toto jasné omezení své autority. Rozumí-li své funkci jinak, než jak je odůvodněné […], nechá se těmi, jež vede, strhnout tak, že bude chtít být jejich idolem, a oni to od něj budou pořád očekávat. Potom obraz vůdce sklouzne k obrazu svůdce, pak se bude k těm, které vede, chovat stejně bezohledně jako k sobě. Pravý vůdce […] musí své „ovečky“ vést pryč od autority své osoby k uznání skutečné autority zákonů a úřadu… Vůdce, který se spolu se svým úřadem zbožšťuje, se vysmívá Bohu. | “ |

V tomto okamžiku byl přenos kvůli zjevné kritice nacistického „principu vůdce“ a Hitlerova kultu přerušen.
Jelikož byli jeho blízký přítel, farář Franz Hildebrandt, i švagr Gerhard Leibholz oba židovského původu, dotýkaly se Bonhoeffera důsledky pronásledování Židů velmi citelně od samého počátku. Již v roce 1932 řekl ve svém kázání:
| „ | Pak bychom se neměli divit, až také na naši církev přijde čas, kdy se bude opět prolévat krev mučedníků. Ale tato krev, pokud ještě skutečně budeme mít odvahu a čest a věrnost, abychom ji prolili, nebude tak nevinná a zářivá jako krev prvotních svědků víry. Naši krev by mohla těžkat velká vlastní vina – vina neužitečného služebníka, který bude vyvržen ven do temnoty. | “ |

Bonhoeffer se okamžitě prostřednictvím svého přítele Paula Lehmanna v USA snažil informovat vrchního rabína New Yorku o takzvaném bojkotu židovských obchodů z 1. dubna 1933. Začal psát pojednání s názvem „Církev před židovskou otázkou“, po vydání árijských paragrafů 7. dubna 1933 ho doplňoval až do 15. dubna a posléze ho přednesl v kroužku farářů. V červnu ho ještě těsně před cenzurními opatřeními nacistického režimu nechal vytisknout. Jako první evangelický teolog se tak vedle Heinricha Vogela („Kříž a hákový kříž“ z 27. dubna 1933) začal zabývat otázkou vztahu rasové ideologie nacistů a křesťanské víry.
Za jakých podmínek a zda vůbec je církvi dáno právo na odpor vůči státu, nechtěl ponechat na rozhodnutí jednotlivce, nýbrž „evangelického koncilu“. Na rozdíl od většiny teologů pozdější Vyznávající církve, kteří před zásahy státu chránili nanejvýš židovské členy svých církví, tak Bonhoeffer povýšil obranu lidských práv za povinnost celé církve a také již od začátku vystupoval proti pronásledování Židů jako celku. Avšak myšlenka koncilu byla jeho luterstvím odchovaným posluchačům natolik cizí, že někteří během přednášky na protest opustili místnost. Jakmile Bonhoeffer později zjistil, že s těmito postoji zůstane izolován i v rámci Vyznávající církve, rozhodl se, že se samostatně a na vlastní odpovědnost zúčastní necírkevního, vojenského odporu proti režimu Třetí říše.
Od června 1933 byli podle rozhodnutí většiny Německých křesťanů sesazováni generální superintendenti v pruské zemské církvi a dosazen státní komisař August Jäger. Hitler jmenoval Ludwiga Müllera svým „důvěrníkem pro církevní otázky“ a Němečtí křesťané se ho pokusili povýšit na říšského biskupa. Bonhoeffer teď zaměřil veškerou svou pozornost na vytvoření účinné evangelické opozice. Navrhl stávku za odstoupení státního komisaře, spočívající v odmítnutí vysluhování pohřbů, ale nikdo ji nepovažoval za realizovatelnou. V Norsku roku 1941 tento prostředek skutečně zastavil nacistické okupanty v uskutečňování některých kroků.
V církevních volbách, které stát v krátké době zorganizoval 23. června 1933, zvítězili Němečtí křesťané s asi 70 procenty hlasů nad Mladoreformátorským hnutím (Jungreformatorische Bewegung). Poté se různé skupiny pokusily „vyznáním víry“ přinutit nové funkcionáře svých církví k tomu, aby zaujali postoj ke své víře. Navíc požádali Bonhoeffera spolu s teologem Hermannem Sassem z Erlangenu, aby zformuloval celoříšský jednotný návrh vyznání víry. Tehdejší starozákonní teolog Wilhelm Vischer z Bethelu napsal první návrh článku o „židovské otázce“. Společný návrh vyšel koncem srpna 1933 a farář Bodelschwingh, uznávaný vedoucí Bethelských institutů, ho poslal dvaceti posuzovatelům. Ti pak text, zejména jeho pasáže týkající se církevní obhajoby Židů před státem, natolik zmírnili, že ho Bonhoeffer odmítl podepsat. Přesto bylo Bethelské vyznání důležitým krokem k založení Vyznávající církve v květnu 1934.
Po zavedení árijských paragrafů evangelickou církví na staropruské generální synodě 6. září 1933 v Berlíně navrhl Bonhoeffer opozičním farářům, aby vystoupili z Německé evangelické církve, z níž se stal pouhý přívěsek státu a jejíž postoje nyní považoval za heretické. Tehdy se však ještě sotva setkal se souhlasem s rozštěpením církve – dokonce i Karl Barth považoval opozici uvnitř církve za možnou. Poté Bonhoeffer s Martinem Niemöllerem a dalšími založil spolek farářů, jenž měl chránit ohrožené faráře židovského původu.
Poté se Bonhoeffer zúčastnil ekumenického setkání v Sofii, kde zahraniční zástupce podrobně informoval o událostech v Německu a o jejich pozadí. Před zvolením Ludwiga Müllera říšským biskupem 27. září 1933 vypracoval jasně formulovaný leták s názvem „Árijský paragraf v církvi“, jejž v noci připevňoval s přáteli na stromy a pouliční lampy jako protestní plakát.

#### Londýn (1933–1935)
Teprve potom se Bonhoeffer rozhodl přijmout nabídku na místo faráře v Londýně z července 1933. Od 17. října 1933 působil jako farář v jižním předměstí Londýna Forest Hill pro dva tamní německojazyčné sbory, pro luteránský sbor ve Forest Hill a pro reformovanou církev St. Paul ve východolondýnské čtvrti Whitechapel. V dlouhém dopisu Karlu Barthovi z 24. října své rozhodnutí zdůvodňuje tím, že už déle nemůže být členem církve, která se přiklání k Německým křesťanům, že je kvůli tomuto názoru čím dál víc izolován i mezi přáteli a že chce takto v zahraničí získat odstup od německých událostí, aby do nich mohl posléze tím razantněji zasáhnout. Barth odpověděl:
| „            | „Měl byste zanechat všech tak zajímavých intelektuálních ozdůbek a zvláštních úvah a myslet jen na jedno, a sice že jste Němec, že dům Vaší církve hoří, že víte dost a to, co víte, umíte i říct, abyste byl nápomocen, a že byste se vlastně měl nejbližší lodí vrátit na svoje místo!“ | “ |
| — Karl Barth | |   |

Bonhoeffer ho sice hned neposlechl, ale Bartha později velice zasáhlo, když si uvědomil, že touto reakcí přispěl k Bonhoefferovu rozhodnutí vrátit se do Německa, což mělo za následek jeho účast v odboji i mučednickou smrt.
V Londýně se s Bonhoefferem seznámil George Kennedy Allen Bell, anglikánského biskupa z Chichestru, jenž zastával vysoké úřady v ekumenickém hnutí a silně se angažoval v sociální problematice. Bell se stal jedním z jeho nejbližších přátel a partnerů v boji proti Německým křesťanům. Několik měsíců s ním v Londýně spolupracoval také Franz Hildebrandt. Poháněny Bonhoeffeorvým zápalem vystupovaly anglické zahraniční sbory spolu s Bellem otevřeně proti Německým křesťanům a požadovaly odstoupení Ludwiga Müllera.
Dne 31. května 1934 byla založena Vyznávající církev, tím že shromáždění evangelických křesťanů jednohlasně přijalo Barmenskou teologickou deklaraci sepsanou Karlem Barthem a zvolilo Říšskou bratrskou radu. V následujících měsících se ukázalo, že zemské církve v Durynsku, Šlesvicko-Holštýnsku, Lübecku, Sasku a také ve staropruských církevních provinciích nejsou kvůli své tradici státních církví ochotny tyto závěry přijmout. V těchto zemích po synodálních volbách získali vedoucí úřady biskupové a právníci, kteří patřili k Německým křesťanům.
V tomto rozpoložení směroval Bonhoeffer všechny naděje na mladou ekumenu. Snažil se, aby na mládežnickou ekumenickou konferenci na dánském ostrově Fanø v Severním moři v srpnu 1934 byli jako německá delegace pozváni pouze stoupenci Barmenské deklarace. On sám vystupoval jako zástupce Vyznávající církve a také jako sekretář pro mládež. Při ranní pobožnosti 28. srpna přednesl před celým shromážděním referát s názvem „Církev a svět národů“, jejž mnozí pociťovali jako kázání o míru. V tomto období již byli v Německu terorizováni pacifisté z jednotek SA a následně zavíráni do koncentračních táborů. V následujících debatách ale bylo zřejmé, že delegace z Maďarska a Polska, jež se cítily být Německem ohroženy, nechtěly úplně odmítnout válku jako prostředek národního odporu.

#### Finkenwalde (1935–1937)
Dne 15. dubna 1935 se Bonhoeffer vrátil do Německa, poté, co krátce zvažoval cestu do Indie za Mahátmou Gandhím. V rámci Vyznávající církve převzal na starosti vzdělávání budoucích pastorů na kazatelském semináři v Zingsthofu, který se v červnu přestěhoval do pomořanského Finkenwalde (dnes součást Štětína). Jeden z jeho prvních tamních studentů byl Eberhard Bethge, Bonhoefferův blízký přítel, s nímž si později hojně dopisoval a který se pak stal jeho životopiscem. V rámci této vyučovací činnosti vznikla kniha „Následování“ (Nachfolge), o které se po válce pochvalně vyjádřil Karl Barth. V ní Bonhoeffer rozvíjel svou představu o tom, že církev není jen společenstvím duší, ne pouhou nositelkou křesťanské zvěsti, ale především také reálným tělem Kristovým na zemi. To se neobejde bez pravého a živého následování Krista, které nehledí na náklady, jaké to pro jednotlivce může znamenat („drahá milost“).
V roce 1937 nacisté uzavřeli kazatelský seminář. Ten mohl nadále fungovat jen ilegálně ve formě tzv. „sběrného vikariátu“ (Sammelvikariat), a to díky podpoře a mlčení statečných superintendantů a farářů. Bonhoeffer tak oficiálně pracoval jako pomocný kazatel ve Schlawe, ale tajně nadále vedl vzdělávání vikářů (mladých bohoslovců, kteří se připravovali na povolání farářů) Vyznávající církve v Köslin a Groß Schlönwitz, později pokračoval v Sigurdshofu do té doby, než i tady v březnu 1940 zasáhlo gestapo. Své zkušenosti z Finkenwalde reflektoval ve své knize „Společný život“ (Gemeinsames Leben).

### Protinacistický odboj (1938–1943)

#### První kontakty (1938–1939)
Kvůli zostřenému protižidovskému zákonodárství se v roce 1938 Bonhoefferova sestra Sabina rozhodla spolu se svým manželem Gerhardem Leibholzem emigrovat do Anglie. Bonhoeffer využil svých kontaktů a zajistil Leibholzovi místo poradce u biskupa George Bella.
Přes svého švagra Hanse von Dohnanyiho navázal první kontakty s Wilhelmem Canarisem, Hansem Osterem, Karlem Sackem a Ludwigem Beckem. Tou dobou se Bonhoeffer pokoušel přimět křesťanské církve sdružené v ekumenickém hnutí, aby se postavily proti probíhajícím válečným přípravám ze strany nacistů. Díky těmto aktivitám se seznámil s vysokými církevními hodnostáři z celé Evropy. Dne 10. března 1939 se vydal do Londýna, kde zasedl ke společným rozhovorům mimo jiné s biskupem Georgem Bellem a kde znovu usiloval o uznání Vyznávající církve ze strany předběžné světové rady církví. Přestože mu byly projevovány sympatie, nedosáhl ničeho zásadního a v polovině dubna se vrátil do Německa. Dne 2. července odjel na pozvání do USA, ale už 20. července odmítl žádost svého hostitele Smitha-Leipera, aby přijal místo na univerzitě v Harlemu, čímž by jako mnoho jiných německých intelektuálů skončil v americkém exilu. Svou roli v hrozící válce totiž spatřoval v domácím odboji. Vyhrocená situace v Evropě nepřipouštěla útěk před světem, ale vyžadovala jednotu života, setrvávajícího v časnosti a zároveň směřujícího k věčnosti. Toto nanejvýš těžké rozhodnutí, které s sebou neslo závažné důsledky, zásadně ovlivnilo Bonhoefferovo další myšlení i jeho život.
Na zpáteční cestě z Ameriky navštívil svou sestru a její rodinu v Londýně, kde se dozvěděl o zavraždění faráře Vyznávající církve Paula Schneidera v koncentračním táboře Buchenwald. Svým neteřím Marianně a Christině tehdy zdůraznil, že Schneider je prvním mučedníkem evangelické církve doby nacismu a že by si měly jeho jméno dobře zapamatovat. Bonhoeffer přijel do Berlína 27. července, na podzim obnovil svou činnost v Sigurdshofu a ve vrchním velitelství wehrmachtu hledal kontakty na německou zpravodajskou službu (Abwehr), vedenou admirálem Canarisem.

#### Spolupráce (od roku 1940)
Poté, co 17. března 1940 gestapo zastavilo činnost poslední fungující buňky ilegálního vzdělávání mladých bohoslovců Vyznávající církve (tzv. sběrný vikariát, něm. Sammelvikariat) v Sigurdshofu a 14. července rozpustilo Bonhoefferem vedené soustředění, vedl rozhovory s Hansem Osterem a Hansem von Dohnanyim o „nezbytném postoji“ ohledně úkolů abwehru. Měl využít svých ekumenických kontaktů pro zájmy spiklenců a zahájit vyjednávání se spojenci. Bonhoeffer se tedy nepodílel na plánování atentátu na Hitlera, ale sloužil jako spojka, oficiálně z pověření abwehru. Kvůli své „podvratné“ činnosti obdržel 22. srpna 1940 zákaz veřejných proslovů platný „na celém území říše“, v březnu 1941 pak obdobný zákaz písemných projevů.
V domě jeho rodičů se setkávalo několik odpůrců nacistického režimu, kteří hodlali na spáchat atentát na Adolfa Hitlera a z nichž někteří zastávali vysoké pozice v abwehru nebo wehrmachtu. Bonhoeffer se k této odbojové skupině připojil. Otázka zabití tyrana (Smí křesťan porušit přikázání „nezabiješ“?), na níž Bonhoeffer v tomto konkrétním případě odpověděl jednoznačným ano, je z teologicko-etického hlediska reflektována v jeho nedokončeném stěžejním díle Etika, které vznikalo od roku 1940 až do jeho zatčení v dubnu 1943 paralelně s jeho aktivitou ve vojensko-politickém odboji.

#### Spiknutí (1941–1942)
Dne 20. října byl Bonhoeffer přiřazen ke služebně abwehru v Mnichově. Byl tedy ve službách nacistického státu a současně mu byly zakazovány ústní i písemné projevy, stejně jako publikační činnost. Od 17. listopadu se zdržoval v benediktinském klášteře v Ettalu.
Na přelomu let 1941 a 1942 podnikl ve službách německé (kontra)rozvědky (Spionageabwehr) a zároveň ve službách užšího odbojového kroužku cesty do Norska, Švédska a do Švýcarska (mimo jiné s Helmuthem von Moltke). V Sigtuně a Stockholmu se na přelomu května a června 1942 setkal s Georgem Bellem a předal mu tajné dokumenty o odbojové skupině a o jejích cílech, adresované britské vládě. Tehdy také požádal spojence, aby veřejně prohlásili, že se po skončení války nebude klást rovnítko mezi Němci a nacisty. Britský ministr zahraničí Anthony Eden ale Bellovi sdělil, že ani pouhá odpověď, natož podpora odboje není v národním zájmu Velké Británie.
Pravděpodobně z bezpečnostních důvodů se Bonhoeffer o své činnosti ve službách abwehru skoro vůbec nevyjadřoval. Nicméně jeho spisy z této doby (zejména Etika) se dají číst též jako nepřímá svědectví a reflexe této jeho provázanosti s dramatickým politickým děním, v němž se angažoval na vlastní nebezpečí.
Na přelomu let 1942 a 1943 Bonhoeffer napsal velmi osobní ohlédnutí za uplynulými deseti lety, v nichž dozrával jeho odpor k nacistickému teroru a kdy byl nucen promýšlet svůj křesťanský životní postoj. Zabýval se otázkou osobní odvahy, poctivosti a „pohledem zdola“ z perspektivy člověka, který se stal obětí diktatury. Věnoval pozornost tomu, jak si je možno osvojit ctnosti všedního dne, a poznamenal k tomu toto:
| „ | Musíme počítat s tím, že většina lidí se dokáže poučit jen ze zkušeností, které zakusili na vlastním těle. […] Nečinné vyčkávání a tupé přihlížení není křesťanským postojem. Křesťana nevyzývají k soucitu a činu až vlastní prožitky, ale už i prožitky na tělech jeho bratří, za něž trpěl Kristus. | “ |

Na předním místě stálo jeho osobní vyznání víry:
| „ | Věřím, že Bůh ze všeho, i z toho největšího zla, může a chce učinit dobro. K tomu potřebuje lidi, kteří věří, že všechny věci mohou posloužit k dobrému. Věřím, že v každé tísni nám Bůh chce dát tolik síly odolat, kolik jí potřebujeme. Ale nedává ji předem, abychom se nespoléhali sami na sebe, ale na jen něj samotného. V takové víře musí být překonán každý strach z budoucnosti. Věřím, že ani naše chyby a omyly nejsou nadarmo, a že pro Boha není o nic těžší se vypořádat s nimi než s našimi domněle dobrými skutky. Věřím, že Bůh není žádným nadčasovým osudem, nýbrž že čeká a odpovídá na upřímné modlitby a odpovědné činy. | “ |

V lednu 1943 se Bonhoeffer zasnoubil s Marií von Wedemeyer (1924–1977), dcerou pomořanského statkáře. Bonhoeffer kdysi vedl konfirmaci jejího bratra a její babička Ruth von Kleist-Retzow byla Bonhoefferovou mecenáškou a podporovatelkou ještě v dobách kazatelského semináře a tzv. sběrného vikariátu.

### Věznění a poprava (1943–1945)
Příslušníci uskupení kolem Canarise, Ostera a Klause Bonhoeffera provedli 13. a 21. března 1943 neúspěšné pokusy o atentát na Adolfa Hitlera. Dietrich Bonhoeffer byl 5. dubna současně se svým švagrem Hansem von Dohnanyim zatčen pro „rozvracení branných sil“ a držen ve vazební věznici wehrmachtu v Tegelu. Žalobu připravil a v září 1943 dokončil soudce wehrmachtu Manfeld Roeder (obžalovací spis byl v roce 1991 objeven ve Vojenském historickém archivu v Praze). Zamýšlené trestní řízení proti Bonhoefferovi před Lidovým soudním dvorem (Volksgerichtshof) nebylo vůbec zahájeno. Jedním z důvodů bylo, že řízení mohli odkládat vyšší úředníci s napojením na odbojové skupiny (např. vojenský soudce Karl Sack, který byl ještě na svobodě).
Dne 20. července 1944 se Claus Schenk hrabě von Stauffenberg pokusil o další atentát na Hitlera. K úspěchu stačilo málo, ale atentát se nezdařil. Při následných intenzivních výsleších nebylo gestapo schopné Bonhoefferovi ani ostatním členům skupiny dokázat, že měli se Stauffenbergovou akcí cokoli společného. Jenže gestapo náhodou na podzim roku 1944 nalezlo v bunkru wehrmachtu v Zossenu dokumenty tajného archivu abwehru. Mezi nimi se nacházely doklady pokusů o převrat, na nichž se podílel Canaris, i několik stran Canarisova deníku. Mimo to tam gestapo našlo pečlivé zápisy o zločinech nacistického režimu. Vyhotovil je kdysi Dohnanyi, aby se později mohli němečtí občané i spojenci dozvědět více o nacistických zločinech. Těmito dokumenty měl být také ospravedlněn odboj proti Hitlerovi. Dohnanyi tyto papíry skrýval v trezoru své kanceláře v centrále abwehru a postupně je nechával přenášet do tajného archivu. Po tomto nálezu už důkazy nepopiratelně svědčily proti odbojovém uskupení uvnitř abwehru a především i proti Dohnanyimu a Bonhoefferovi.
Gestapo pak 8. října 1944 přesunulo Bonhoeffera do podzemí své tehdejší centrály v berlínské Prinz-Albrecht-Straße. Tam přebývali Bonhoeffer, Canaris, Dohnanyi, Gehre, generál Oster a mezitím taktéž zatčený Karl Sack jako osobní Hitlerovi vězni, aniž by s nimi byl veden proces.
Poslední dopis rodičům Bonhoeffer napsal 17. ledna 1945. Dne 7. února byl přeložen do koncentračního tábora Buchenwald a na začátku dubna 1945 do koncentračního tábora Flossenbürg. Dne 5. dubna 1945 nařídil Hitler popravu všech ještě nepopravených „spiklenců“ spojených s atentátem z 20. července 1944. Tím byl zpečetěn i Bonhoefferův osud. Když byl na začátku dubna převezen do koncentračního tábora ve Flossenbürgu, již tušil, že ho čeká poprava.
Za tři dny nato, 8. dubna 1945, byl Bonhoeffer společně s Wilhelmem Canarisem, Hansem Osterem, Karlem Sackem a Ludwigem Gehrem v krátkém procesu odsouzen k trestu smrti oběšením. Žalobcem byl vysoce postavený funkcionář Hlavního říšského bezpečnostního úřadu (Reichssicherheitshauptamt), vedoucí oddělení a velitel praporu SS Walter Huppenkothen, který nechal den předtím v jiném procesu odsoudit k smrti Hanse Dohnanyiho, Bonhoefferova švagra. Tomuto loutkovému procesu proti Bonhoefferovi a jiným odpůrcům nacistického režimu předsedal Otto Thorbeck, Huppenkothenův podřízený, hlavní soudce při policejním soudu a soudu SS v Mnichově. Přísedícím byl velitel koncentračního tábora Flossenbürg Max Koegel a ještě jeden neznámý člověk. Obhájci ani svědci nebyli předvoláni. Jednání probíhalo bez zapisovatele. Nebyl založen nový spis. Procesní spisy proti Bonhoefferovi, které shořely během bombardování Berlína, nebyly posuzovány. Protože soudu nebyli přítomni žádní svědci, mohli pak Thorbeck s Huppenkothenem po válce tvrdit, že proces proběhl právně podle zákona.
Na popraviště byl Dietrich Bonhoeffer veden 9. dubna 1945 za svítání. Odsouzenci se museli úplně svléct a jít k šibenici nazí. Místní táborový lékař, který celou scénu pozoroval, o ní v roce 1955 podal písemné svědectví: Bonhoeffer, kterého tehdy ještě neznal, působil klidně a soustředěně, rozloučil se se všemi spoluvězni, na popravišti se krátce pomodlil, k šibenici kráčel smířeně a zemřel během několika sekund.

## Myšlenky
Dietrich Bonhoeffer byl svébytným teologem a křesťanským etikem, který zdůrazňoval význam Kázání na hoře a následování Ježíše (odtud titul Bonnhoefferovy knihy Následování), a to jak slovem, tak i svým osobním příkladem. Ve svých dopisech z vězení (posmrtně vydáno jako Widerstand und Ergebung) nastínil svoji vizi budoucího dospělého člověka ("dospělý svět", termín, který si DB zvolil jako neutrální synonynum k "sekularizaci") i nenáboženské (neteokratické?) interpretace Bible a křesťanství (nejvyšší Boží svrchovanost není ve všemocné světovládě, ale v Ježíšově bytí pro druhé). Tato myšlenka byla v Čechách populární zvláště v 50. a 60. letech 20. století, a to zejména mezi evangelickými teology Nové orientace či civilní interpretace, ale dnes je spíš[kým?] odmítána a kritizována. Starokatolická církev v České republice si ho připomíná (nejpozději od října 2011) jako mučedníka (Viz www.getsemany.cz, říjen 2011).

## Dílo
- Etika, ISBN 978-80-7017-047-2, Kalich Praha 2007, překlad Bohuslav Vik
- Následování. Výklad Kázání na hoře (pouze 1. díl), Kalich Praha, překlad F. M. Dobiáš a A. Molnár (1962)
- Následování (Nachfolge, úplné vydání), Kalich Praha, překlad Bohuslav Vik (2013)
- Život v obecenství (Gemeinsames Leben), ISBN 80-7255-134-5, Návrat domů, 2006
- Sanctorum communio (zur Soziologie der Kirche), ISBN 3-374-00002-9 a ISBN 3-374-00311-7
- Na cestě k svobodě: Listy z vězení (Widerstand und Ergebung), přeložili Miloš Černý, Miroslav Heryán, Jan Šimsa, verše Václav Renč. Vydal Vyšehrad Praha 1991, ISBN 80-7021-081-8

### Film
- Bonhoeffer: Agent of Grace[8]

## Citát
| „ | Osobní odvaha však může vyrůst jen ze svobodné odpovědnosti svobodného muže. Němci začínají teprve objevovat, co to znamená svobodná odpovědnost. Spočívá na jediném Bohu, který žádá svobodnou odvahu víry k odpovědnému činu a který tomu, jenž přitom zhřeší, slibuje odpuštění a útěchu. | “ |